# Puitira
Puitira (auch: Poitera) ist eine Streusiedlung im Departamento Potosí im südamerikanischen Andenstaat Bolivien.

## Lage im Nahraum
Puitira ist die größte Ortschaft des Kanton Surumi im Municipio Colquechaca in der Provinz Chayanta. Die Ortschaft liegt auf einer Höhe von 3656 m am rechten, östlichen Ufer des Río Poitera, der flussabwärts zum bolivianischen Río Grande führt.

## Geographie
Puitira liegt am Ostrand des bolivianischen Altiplano, zwischen der Cordillera Azanaques im Westen und dem Hauptgebirgszug der Cordillera Central im Osten. Die Vegetation ist die der Puna, das Klima ist semiarid und ein typisches Tageszeitenklima, bei dem die mittlere Temperaturschwankung im Tagesverlauf deutlicher ausfällt als im Verlauf der Jahreszeiten.
Die mittlere Jahresdurchschnittstemperatur der Region liegt bei etwa 12 °C, die Monatsdurchschnittswerte schwanken zwischen knapp 9 °C im Juli und knapp 15 °C im November (siehe Klimadiagramm Pocoata). Der Jahresniederschlag beträgt nur 450 mm und fällt vor allem in den Sommermonaten, die Trockenzeit mit Monatswerten von maximal 20 mm dauert von April bis Oktober.

## Verkehrsnetz
Puitira liegt in einer Entfernung von 127 Straßenkilometern nördlich von Potosí, der Hauptstadt des gleichnamigen Departamentos.
Von Potosí aus führt die Nationalstraße Ruta 1 in nördlicher Richtung über Tarapaya, Yocalla und Cruce Culta weiter nach Oruro und El Alto, der Nachbarstadt von La Paz, und nach Desaguadero am Titicacasee.
In Cruce Culta (früher: Ventilla) zweigt eine asphaltierte Landstraße von der Hauptstraße in nördlicher Richtung ab und erreicht nach 18 Kilometern die Ortschaft Puitira und führt von dort aus weiter über Castilla Huma nach Pampa Colorada und Macha.

## Bevölkerung
Die Einwohnerzahl der Ortschaft ist in dem Jahrzehnt zwischen den beiden letzten Volkszählungen stark angestiegen, wahrscheinlich am ehesten durch Eingemeindung:
| Jahr | Einwohner         | Quelle       |
| ---- | ----------------- | ------------ |
| 1992 | keine Detaildaten | Volkszählung |
| 2001 | 80                | Volkszählung |
| 2012 | 531               | Volkszählung |
| 2024 |                   | Volkszählung |

Die Region weist einen deutlichen Anteil an Quechua-Bevölkerung auf, im Municipio Colquechaca sprechen 78 Prozent der Bevölkerung Quechua.